# Otto Wittelsbach (Pfalz-Mosbach)
Otto Wittelsbach (ur. 24 sierpnia 1390 w Mosbach, zm. 5 lipca 1461 w Reichenbach) – palatyn i książę Palatynatu–Mosbach. Syn króla Niemiec Ruprechta i Elżbiety Hohenzollern.

## Życiorys
Po śmierci Ruprechta w 1410 roku Palatynat został podzielony pomiędzy czterech jego synów. Najstarszy z nich Ludwik otrzymał największą część, jak również tytuł elektora oraz zwierzchnictwo nad pozostałymi członkami rodziny. Jan otrzymał część Górnego Palatynatu ze stolicą w Neumarkt in der Oberpfalz. Stefan otrzymał Palatynat–Simmern/Hunsrück–Zweibrücken. Najmłodszy z braci Otto otrzymał tereny Palatynatu-Mosbach.
W 1430 roku Otto ożenił się z Elżbietą Wittelsbach (1413-1444), księżniczką pochodzącą z linii Bawaria-Landshut. Para miała 9 dzieci:
- Małgorzata (1432-1454) – żona hrabiego Reinharda III von Hanau
- Amalia (1433-1454) – żona hrabiego Filipa Rieneck-Grünsfeld
- Otto II (1435-1499) – książę Palatyntu-Mosbach
- Ruprecht (1437-1465) – biskup Ratyzbony
- Dorota (1439-1482) – przeorysza klasztoru Liebenau
- Albrecht (1440-1506) – biskup Strasburga
- Anna (ur. 1441) – przeorysza klasztoru Hochheim
- Jan (1443-1486) – proboszcz katedry w Moguncji, Spirze, Augsburgu
- Barbara (1444-1486) – zakonnica w klasztorze Liebenau.

Gdy w 1448 roku zmarł bratanek Ottona Krzysztof Bawarski, do którego należały tereny Palatynatu–Neumarkt in der Oberpfalz, Otto przejął te tereny. Po podróży do Ziemi Świętej brat Ottona, elektor Palatynatu Ludwik III Wittelsbach był niezdolny do sprawowania władzy w wyniku choroby, w jego imieniu władzę sprawował Otto, był on również regentem po śmierci Ludwika III (1436), do czasu uzyskania pełnoletniości przez Ludwika IV. W 1460 roku również Otto udał się na pielgrzymkę do Ziemi Świętej.